# Barnes (Londres)
Barnes es un distrito en el suroeste de Londres, Inglaterra, que forma parte del municipio de Richmond upon Thames. Se encuentra alrededor de 9,3 km al oeste suroeste de Charing Cross sobre el río Támesis, con el  Puente de Hammersmith en su extremo norte. Barnes posee un buen número de edificaciones de los siglos XVIII y XIX de calidad arquitectónica excepcional, lo que lo distingue como una localidad histórica y es parte de las zonas protegidas de la Gran Bretaña.

## Lugares históricos

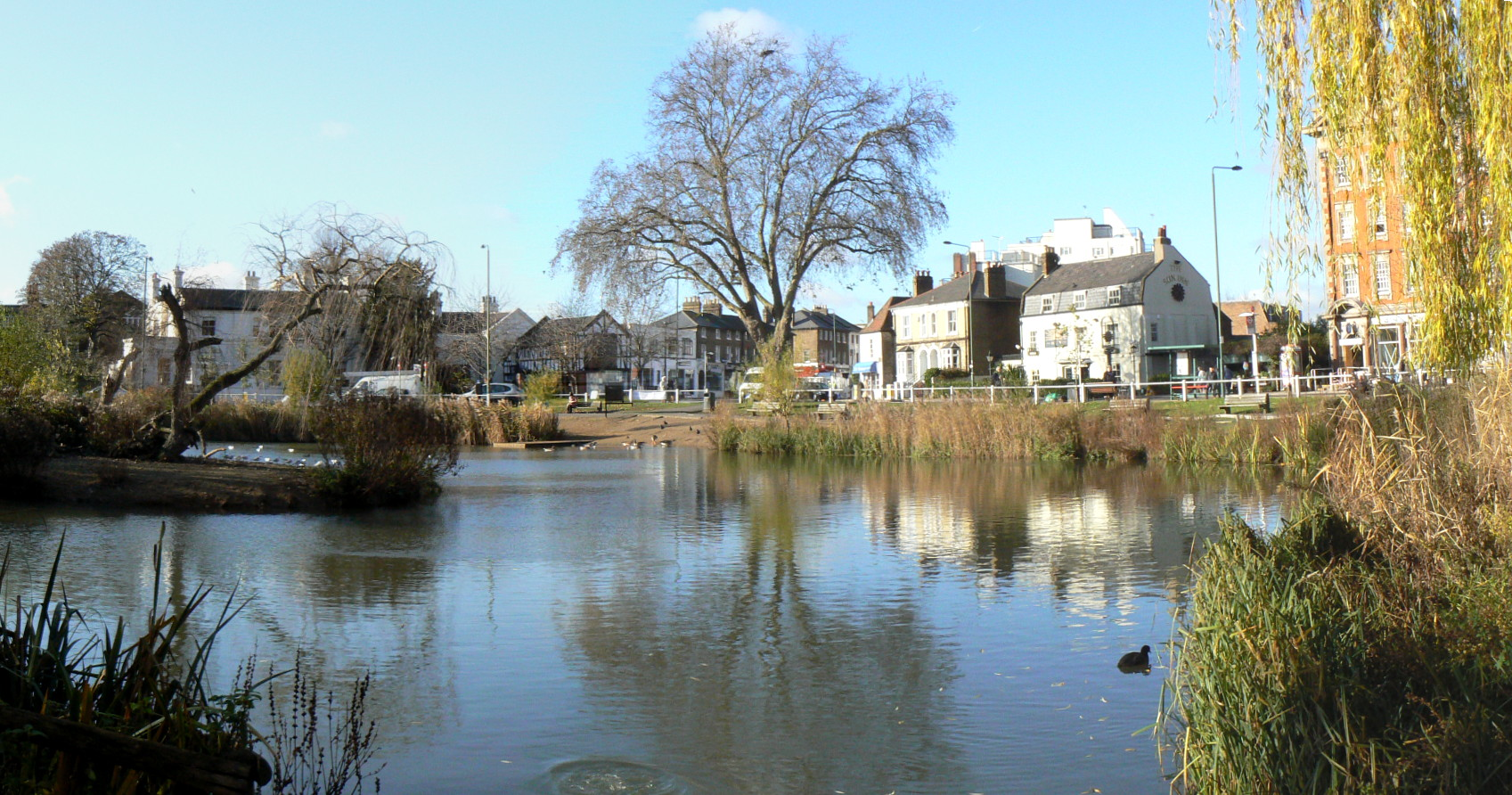
El estanque de Barnes con el Sun Inn en el fondo

Entre otros monumentos históricos, Barnes tiene: La iglesia del lugar que es una capilla de estilo normando, construida entre los años 1100 y 1150. Fue ampliada en el siglo XIII y otra vez en circa 1485 y en 1786. En 1978 un incendio destruyó las secciones Victoriana y Eduardiana, llevándose a cabo trabajos de restauración que fueron completados en 1984.
En la sección llamada The Terrace hay una calle en la que se alinean casas de estilo Georgiano que van a lo largo de la curva oeste del río. La construcción de estas casas empezó en 1720. Gustav Holst y Ninette de Valois vivieron en esta sección. The Terrace tiene también un edificio en ladrillo rojo que es la estación de policía, construida en 1891, que aunque ha sido reconstruida, conserva sus características originales.

## Atractivos turísticos

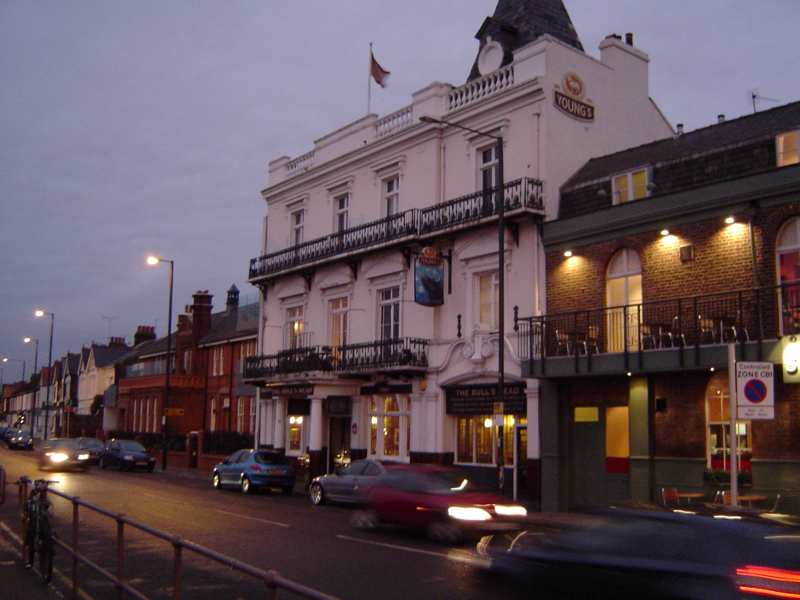
The Bull's Head (La cabeza de toro)

Los Olympic Studios son un atractivo cultural popular. En 1966 se trasladó a Barnes desde el centro de Londres este lugar en donde se escenificaron las actuaciones de muchas estrellas del rock y del pop a lo largo de varias décadas. Ahí se grabó por ejemplo con los Beatles la famosa canción de "All You Need Is Love". También actuaron en el lugar los Rolling Stones, Jimi Hendrix, Pink Floyd, Led Zeppelin, David Bowie, Queen, Eric Clapton, Ella Fitzgerald, Harry Nilsson, the Verve, Massive Attack, Duran Duran, Coldplay, Madonna and Björk, entre otros.
Frente al río Támesis, en Lonsdale Road,  hay un famoso pub llamado the Bull's Head conocido por sus presentaciones de jazz desde la época de la posguerra.

## Otros lugares de interés
El sitio donde la estrella de rock Marc Bolan sufrió su accidente fatal, ahora conocido como Bolan's Rock Shrine.

## Estaciones de tren
- Estación de tren de Barnes Bridge
- Estación de Barnes